# Parlamento de Bruselas
El Parlamento de Bruselas (en francés Parliament de la Région de Bruxelles-Capitale or Parlement Bruxellois, neerlandés: Parlement van het Brusselse Hoofdstedelijke Gewest o Brussels Hoofdstedelijk Parlement) es el Parlamento de la Región de Bruselas-Capital en Bélgica.

## Historia
Las primeras elecciones para designar los miembros del parlamento tuvieron lugar en 1989; las segundas en 1995 y las terceras en 1999.
Las elecciones de 2004 se celebraron el mismo día de las de la Sexta legislatura del Parlamento Europeo.

### Composición actual
| Partido | Partido                                        | # de votos | % de votos | # sillas |
| ------- | ---------------------------------------------- | ---------- | ---------- | -------- |
|         | Parti Socialiste                               | 85.530     | 18,66%     | 17       |
|         | Ecolo                                          | 74.246     | 16,20%     | 15       |
|         | Movimiento Reformador                          | 65.502     | 14,29%     | 13       |
|         | Partido del Trabajo de Bélgica                 | 55.289     | 12,06%     | 11       |
|         | Démocrate fédéraliste indépendant              | 53.638     | 11,70%     | 10       |
|         | Centro Democrático Humanista                   | 29.436     | 6,42%      | 6        |
|         | Groen!                                         | 14.425     | 3,14%      | 4        |
|         | Nueva Alianza Flamenca                         | 12.578     | 2,74%      | 3        |
|         | Liberales y Demócratas Flamencos               | 11.051     | 2,41%      | 3        |
|         | Partido Socialista-Diferente (flamenco) (sp.a) | 10.540     | 2,29%      | 3        |
|         | Interés Flamenco                               | 5.838      | 1,27%      | 1        |
|         | Partido de los Cristiano-Demócratas de Flandes | 5.231      | 1,14%      | 1        |
|         | DierAnimal                                     | 5.113      | 1,11%      | 1        |
|         | Agora                                          | 3.629      | 0,79%      | 1        |